# Bietan jarrai
Bietan jarrai (del basc bi-, "dos" i jarrai, "seguir") és el símbol d'ETA. Va ser creat per l'exiliat anarquista Félix Likiniano, solidari amb la lluita independentista del poble basc.
És compost per una serp i una destral, símbols de l'astúcia o el sigil i la força respectivament. Tanmateix, el significat de Bietan jarrai no és clar. Pot ser que vulgui dir "seguir en les dues" o "endavant amb les dues", fent referència a no abandonar les dues vies de lluita, si es té en compte l'escissió en la VI assemblea d'ETA militar i ETA politicomilitar l'any 1973.

## Galeria d'imatges

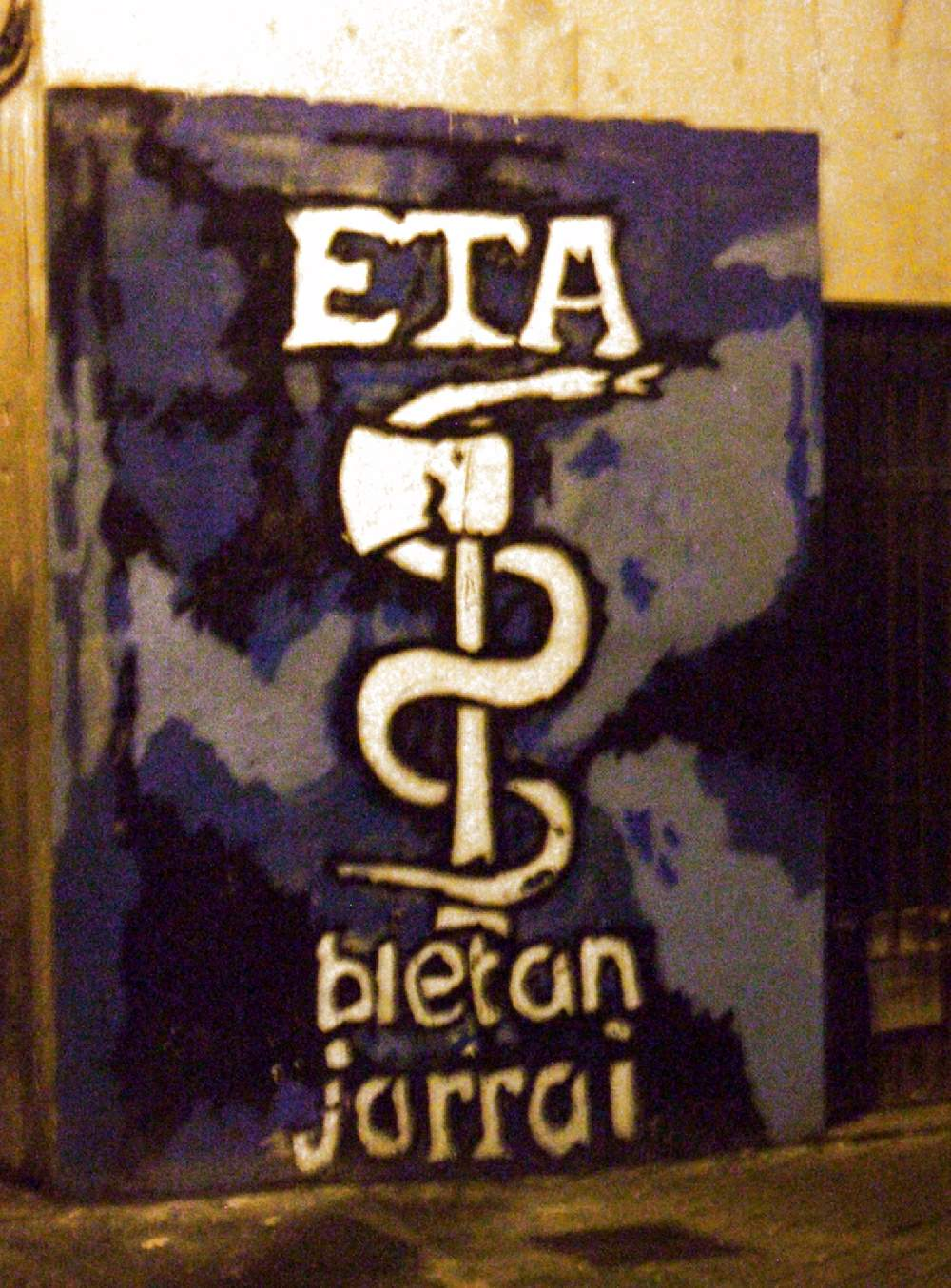
Pintada de la serp i la destral a Altsasu
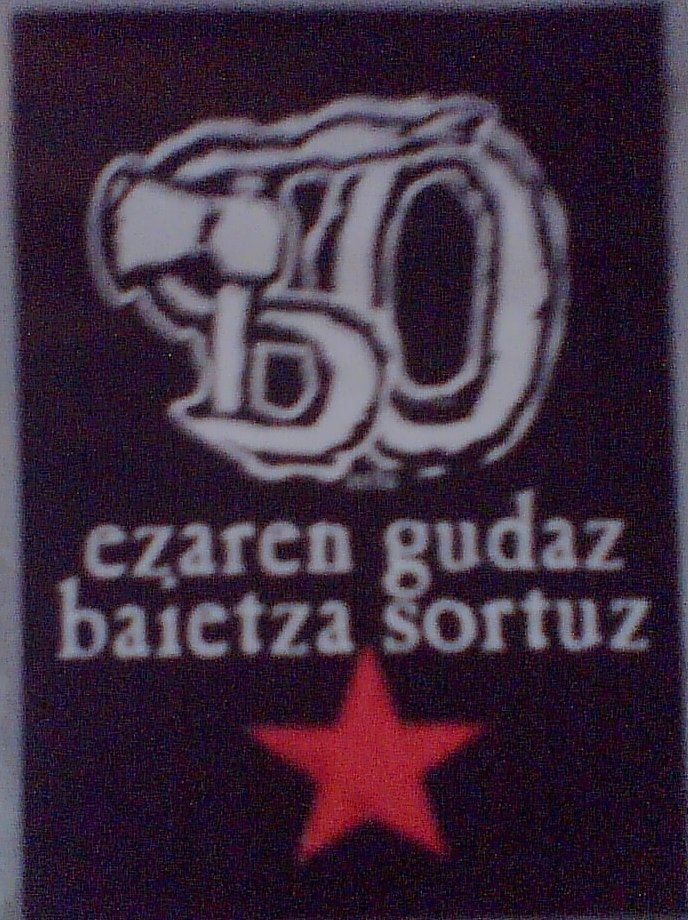
Ezaren gudaz baietza sortuz
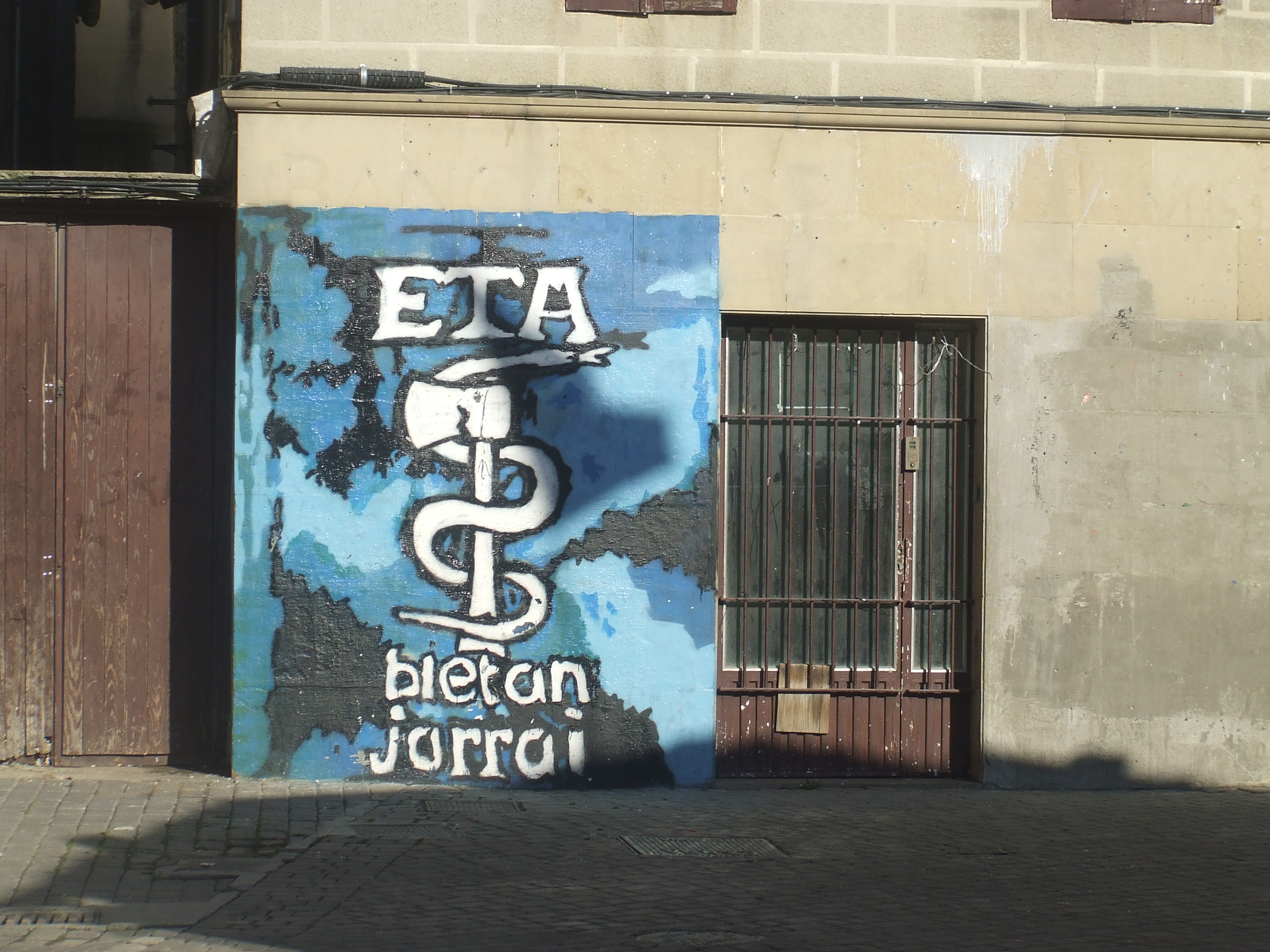
Bietan jarrai a Altsasu
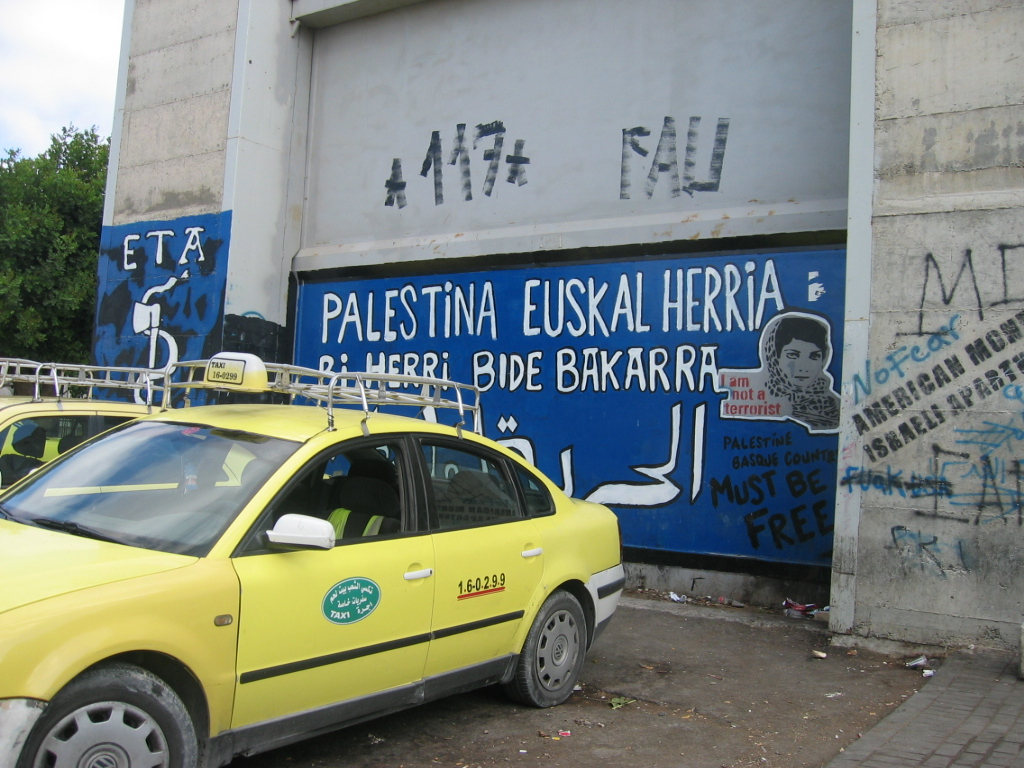
Bietan jarrai a un mur de Palestina